# Nikolaus Stanec
Nikolaus Stanec (ur. 29 kwietnia 1968 w Wiedniu) – austriacki szachista, arcymistrz od 2003 roku.

## Kariera szachowa
W szachy gra od piątego roku życia. Od połowy lat 90. XX wieku należy do ścisłej czołówki austriackich szachistów. Dwukrotnie reprezentował barwy swojego kraju w szachowych olimpiadach (1994, 1996), jak również w drużynowych mistrzostwach Europy (1997), za każdym razem na I szachownicy. Jest absolutnym rekordzistą pod względem liczby zdobytych medali w indywidualnych mistrzostwach Austrii: pomiędzy 1993 a 2005 za każdym razem stawał na podium finałowego turnieju, zdobywając 10 złotych (1995–2000 i 2002–2005) oraz 3 srebrne (1993, 1994, 2001) medale.
Wielokrotnie zwyciężał bądź dzielił I miejsca w otwartych turniejach Donau Open w Aschach i w Wiedniu. Do innych turniejowych sukcesów zaliczyć również może III m. w kołowym turnieju w Wiedniu (1995, za Gadem Rechlisem i Aleksandrem Czerninem), dz. II m. w Oberwarcie (2000), dz. I m. (wraz z Ralfem Lau) w St. Pölten (2002), dz. I m. w mistrzostwach Wiednia (2003, wraz z m.in. Stefanem Kindermannem i Konstantinem Landą), dz. I m. w Ansfelden (2003, m.in. z Zoltanem Vargą), I m. w Gmunden (2005), dz. II m. w Grazu (2008, za Zdenko Kożulem, wspólnie z Georgiem Mohrem i Robertem Rabiegą) oraz dz. I m. w Oberwarcie (2009, wspólnie z Dawitem Szengelią, Imre Hérą i Mladenem Palacem).
Najwyższy ranking w dotychczasowej karierze uzyskał 1 października 2005, z wynikiem 2568 punktów zajmował wówczas 1. miejsce wśród austriackich szachistów.